# Борис Анастасов
Борис Стоянов Анастасов е български политик от БКП.

## Биография
Роден е на 3 март 1938 г. в разградското село Крояч. Завършва едногодишна комсомолска школа. През 1961 г. започва работа като секретар на Градския комитет на Комсомола в Разград. След това е първи секретар на същия комитет. През 1968 г. завършва икономика на промишлеността във Висшата партийна школа при ЦК на БКП. Между 1969 г. и 1972 г. първи секретар на Окръжния комитет на ДКМС. След това е секретар на Градския комитет на БКП в Разград. Впоследствие е завеждащ отдел „Организационен“ и секретар на Окръжния комитет на БКП в града. От 1986 г. е първи секретар на Окръжния комитет на БКП в Разград. Същата година става кандидат-член на ЦК на БКП. Народен представител в IX народно събрание и член на комисията по социална политика.
Баща на Наско Анастасов.